# Macrostylophora borneensis
Macrostylophora borneensis är en loppart som först beskrevs av Jordan 1926.  Macrostylophora borneensis ingår i släktet Macrostylophora och familjen fågelloppor. Inga underarter finns listade i Catalogue of Life.